# Liste des centres historiques inscrits au patrimoine mondial
Cet article recense les centres historiques inscrits au patrimoine mondial par l'UNESCO.

## Liste

### Afrique
- Algérie :
  - Casbah d'Alger

- Cap-Vert :
  - Cidade Velha, centre historique de Ribeira Grande

- Côte d'Ivoire :
  - Ville historique de Grand-Bassam

- Égypte :
  - Centre historique du Caire

- Éthiopie :
  - Harar Jugol, la ville historique fortifiée

- Kenya :
  - Vieille ville de Lamu

- Libye :
  - Vieille ville de Ghadamès

- Mali :
  - Ville de Tombouctou
  - Villes anciennes de Djenné

- Maroc :
  - Ksar d'Aït-ben-Haddou
  - Médina d'Essaouira (ancienne Mogador)
  - Médina de Fès
  - Médina de Marrakech
  - Ville historique de Meknès
  - Médina de Tétouan

- Mauritanie :
  - Anciens ksour de Ouadane, Chinguetti, Tichitt et Oualata

- Sénégal :
  - Quartier historique de Saint-Louis

- Tanzanie :
  - Ville de pierre de Zanzibar

- Tunisie :
  - Ville de Kairouan
  - Médina de Sousse
  - Médina de Tunis

### Amérique
- Barbade :
  - Centre historique de Bridgetown

- Bolivie :
  - Centre historique de Sucre
  - Ville de Potosí

- Brésil :
  - Centre historique de Diamantina
  - Centre historique de Goiás
  - Centre historique de Olinda
  - Ville historique d'Ouro Preto
  - Centre historique de Salvador de Bahia
  - Centre historique de São Luís

- Canada :
  - Arrondissement historique du Vieux-Québec
  - Vieux Lunenburg

- Chili :
  - Quartier historique de Valparaíso

- Colombie :
  - Centre historique de Santa Cruz de Mompox

- Cuba :
  - Centre historique de Camagüey
  - Centre historique urbain de Cienfuegos
  - Vieille ville de La Havane

- Équateur :
  - Centre historique de Santa Ana de los Ríos de Cuenca
  - Ville de Quito

- Mexique :
  - Ville historique fortifiée de Campeche
  - Ville historique de Guanajuato
  - Centre historique de Mexico et Xochimilco
  - Centre historique de Morelia
  - Centre historique de Oaxaca et zone archéologique de Monte Albán
  - Centre historique de Puebla
  - Ville protégée de San Miguel
  - Centre historique de Zacatecas

- Panama :
  - Centre historique de Panamá
  - Panamá Viejo

- Pays-Bas (Curaçao) :
  - Centre historique de Willemstad

- Pérou :
  - Centre historique d'Arequipa
  - Ville de Cuzco
  - Centre historique de Lima
  - Sanctuaire historique de Machu Picchu

- République dominicaine :
  - Ville coloniale de Saint-Domingue

- Royaume-Uni (Bermudes) :
  - Centre historique de Saint George's

- Suriname :
  - Centre historique de Paramaribo

- Uruguay :
  - Quartier historique de Colonia del Sacramento

### Asie
- Bangladesh :
  - Ville-mosquée historique de Bagerhat

- Chine :
  - Vieille ville de Lijiang
  - Centre historique de Macao
  - Vieille ville de Pingyao

- Corée du Sud :
  - Villages historiques de Hahoe et Yangdong

- Inde :
  - Forts de colline du Rajasthan
    - Fort de Jaisalmer

  - Ville historique d’Ahmedabad
  - Cité de Jaipur
- Indonésie :
  - L’axe cosmologique de Yogyakarta et ses monuments historiques emblématiques

- Iran :
  - Ville de Bam
  - Ville de Sultaniya
  - Ville historique de Yazd

- Israël :
  - Centre historique de Jérusalem
  - Centre historique d'Acre

- Japon :
  - Villages historiques de Shirakawa-gō et Gokayama

- Laos :
  - Ville de Luang Prabang

- Malaisie :
  - Villes historiques de Malacca et George Town

- Ouzbékistan :
  - Centre historique de Boukhara
  - Centre historique de Chakhrisabz
  - Itchan Kala, centre historique de Khiva
  - Ville de Samarcande

- Palestine :
  - Vieille ville d’Hébron/Al-Khalil

- Philippines :
  - Ville historique de Vigan

- Sri Lanka :
  - Ville sainte d'Anurâdhapura
  - Vieille ville de Galle
  - Ville sacrée de Kandy
  - Ville ancienne de Sigirîya

- Syrie :
  - Ancienne ville d'Alep
  - Ancienne ville de Bosra
  - Ancienne ville de Damas

- Viêt Nam :
  - Vieille ville de Hội An

- Yémen :
  - Vieille ville de Sanaa
  - Ancienne ville de Shibam
  - Ville historique de Zabid

### Océanie
- Fidji :
  - Ville portuaire historique de Levuka

### Europe
- Albanie :
  - Centre historique de Berat
  - Centre historique de Gjirokastër

- Allemagne :
  - Centre historique de Bamberg
  - Centre historique de Goslar
  - Centre historique de Lübeck
  - Centre historique de Quedlinbourg
  - Centre historique de Ratisbonne
  - Centre historique de Stralsund
  - Centre historique de Weimar
  - Centre historique de Wismar

- Autriche :
  - Centre historique de Graz
  - Centre historique de Salzbourg
  - Innere Stadt, centre historique de Vienne

- Azerbaïdjan :
  - Ville fortifiée de Bakou

- Belgique :
  - Centre historique de Bruges

- Croatie :
  - Centre historique de Dubrovnik
  - Centre historique de Poreč (ensemble épiscopal de la basilique euphrasienne)
  - Centre historique de Split
  - Centre historique de Trogir

- Espagne :
  - Centre historique d'Ávila
  - Centre historique de Cáceres
  - Centre historique de Cordoue
  - Centre historique de Cuenca
  - Centre historique de Saint-Jacques-de-Compostelle
  - Centre historique de Salamanque
  - Centre historique de Ségovie
  - Centre historique de Tolède

- Estonie :
  - Centre historique de Tallinn

- Finlande :
  - Ancienne Rauma

- France :
  - Centre historique d'Albi : cité épiscopale, cathédrale Sainte-Cécile
  - Centre historique d'Avignon : palais des papes, ensemble épiscopal et pont d'Avignon
  - Ville fortifiée de Carcassonne
  - Centre historique de Lyon : colline de Fourvière, Vieux Lyon, Presqu'île et Croix-Rousse
  - Centre historique de Provins
  - Centre historique de Strasbourg : Grande Île de Strasbourg

- Grèce :
  - Chorá, centre historique de Patmos, avec le monastère Saint-Jean-le-Théologien et la grotte de l'Apocalypse
  - Vieille ville de Corfou
  - Ville médiévale de Rhodes

- Italie :
  - Centre historique de Ferrare
  - Centre historique de Florence
  - Centre historique de Gênes
  - Centre historique de Mantoue
  - Centre historique de Naples
  - Centre historique de Pienza
  - Centre historique de Rome
  - Centre historique de San Gimignano
  - Centre historique de Sienne
  - Centre historique d'Urbino
  - Centre historique de Venise
  - Centre historique de Vérone
  - Centre historique de Vicence

- Lettonie :
  - Centre historique de Riga
  - Vieille ville de Kuldīga

- Lituanie :
  - Centre historique de Vilnius

- Luxembourg :
  - Centre historique de Luxembourg

- Malte :
  - Centre historique de La Valette

- Pologne :
  - Centre historique de Cracovie
  - Centre historique de Toruń
  - Centre historique de Varsovie
  - Centre historique de Zamość

- Portugal :
  - Centre historique d'Évora
  - Centre historique de Guimarães
  - Centre historique de Porto
  - Centre historique d'Angra do Heroísmo aux Açores

- République tchèque :
  - Centre historique de Český Krumlov
  - Centre historique de Kutná Hora avec l'église Sainte-Barbe et la cathédrale Notre-Dame de Sedlec
  - Centre historique de Prague
  - Centre historique de Telč

- Roumanie :
  - Centre historique de Sighișoara

- Royaume-Uni :
  - Centre historique de Bath
  - Centre historique d'Édimbourg

- Russie :
  - Centre historique de Derbent
  - Centre historique de Iaroslavl
  - Centre historique de Saint-Pétersbourg

- Saint-Marin :
  - Centre historique de Saint-Marin et mont Titano

- Vatican :
  - Centre historique de Rome

- Slovaquie :
  - Centre historique de Banská Štiavnica

- Suède :
  - Ville hanséatique de Visby

- Suisse :
  - Vieille ville de Berne

- Ukraine :
  - Centre historique de Lviv